# Austrosmittium lenticum
Austrosmittium lenticum är en svampart som beskrevs av Siri 2010. Austrosmittium lenticum ingår i släktet Austrosmittium och familjen Legeriomycetaceae.   Inga underarter finns listade i Catalogue of Life.